# Claude Bloch (physicien)
Pour les articles homonymes, voir Claude Bloch et Bloch.
Claude Bloch (18 mars 1923 à Paris - 29 décembre 1971 à La Tronche) est un physicien théoricien français.
Ancien élève de l'École polytechnique (promotion 1942), il en sort major dans le Corps des mines. Il passe ensuite à l'Institut Niels-Bohr de physique théorique de Copenhague (1948-1951), puis au California Institute of Technology (1952-1953).
En 1953, il entre au Commissariat à l’énergie atomique, auquel il a déjà commencé à apporter sa collaboration dès 1946. Successivement ingénieur, puis chef du service de physique mathématique (1959), puis du service de physique théorique (1963), il est nommé directeur de la division de la physique au début de l'année 1971.
Il meurt le 29 décembre 1971 à l'âge de 48 ans d'un accident cardiaque.